# Кубок Македонії з футболу 2009—2010
Кубок Македонії з футболу 2009–2010 — 18-й розіграш кубкового футбольного турніру в Македонії. Титул вперше здобув Тетекс.

## Календар
| Раунд       | Дата                           | Матчі | Клуби   |
| ----------- | ------------------------------ | ----- | ------- |
| 1/16 фіналу | 26 серпня 2009                 | 16    | 32 → 16 |
| 1/8 фіналу  | 22-23/29-30 вересня 2009       | 16    | 16 → 8  |
| 1/4 фіналу  | 28 жовтня/25-26 листопада 2009 | 8     | 8 → 4   |
| 1/2 фіналу  | 7 квітня/5 травня 2010         | 4     | 4 → 2   |
| Фінал       | 26 травня 2010                 | 1     | 2 → 1   |

## Перший раунд
| Команда 1                 | Рахунок      | Команда 2               |
| ------------------------- | ------------ | ----------------------- |
| 26 серпня 2009            |              |                         |
| Гостивар (-)              | -:+          | Локомотива (Скоп'є) (2) |
| 11 Октовмрі (2)           | 3:1          | Вардар                  |
| Мірче Ацев (3)            | 0:11         | Ренова                  |
| Брегальниця (Делчево) (3) | 0:2          | Побєда                  |
| Беласиця (2)              | 3:1          | Мілано                  |
| Превалец (3)              | -:+          | Тетекс                  |
| Скоп'є (2)                | 2:1          | Слога Югомагнат         |
| Охрид (2)                 | 3:0          | Горизонт (Турново)      |
| Добрушево (3)             | 1:13         | Сілекс                  |
| Влазрімі (2)              | 0:3          | Пелістер                |
| Бабуна (3)                | 1:3          | Металург                |
| Влазнімі (2)              | 0:0 пен. 4:3 | Брегальниця (Штип) (2)  |
| Кожуф (3)                 | 0:5          | Работнічкі              |
| Дріта (2)                 | 1:0          | Напредок (2)            |
| Карбінці (3)              | 1:4          | Македонія Гьорче Петров |
| Лепенец (3)               | -:+          | Фортуна (3)             |

## 1/8 фіналу
| Команда 1               | Заг.         | Команда 2               | 1-й матч | 2-й матч |
| ----------------------- | ------------ | ----------------------- | -------- | -------- |
| 22/29 вересня 2009      |              |                         |          |          |
| Скоп'є (2)              | 3:2          | 11 Октовмрі (2)         | 3:1      | 0:1      |
| 23/30 вересня 2009      |              |                         |          |          |
| Пелістер                | 5:0          | Охрид (2)               | 2:0      | 3:0      |
| Локомотива (Скоп'є) (2) | 0:6          | Ренова                  | 0:3      | 0:3      |
| Металург                | 1:1 пен. 4:3 | Побєда                  | 1:0      | 0:1      |
| Влазнімі (2)            | 1:2          | Дріта (2)               | 0:1      | 1:1      |
| Беласиця (2)            | 1:4          | Тетекс                  | 1:3      | 0:1      |
| Фортуна (3)             | 0:9          | Работнічкі              | 0:6      | 0:3      |
| Сілекс                  | 2:3          | Македонія Гьорче Петров | 1:1      | 1:2      |

## 1/4 фіналу
| Команда 1                   | Заг.    | Команда 2 | 1-й матч | 2-й матч  |
| --------------------------- | ------- | --------- | -------- | --------- |
| 28 жовтня/25 листопада 2009 |         |           |          |           |
| Скоп'є (2)                  | 2:2 (ч) | Металург  | 0:0      | 2:2       |
| Работнічкі                  | 5:0     | Ренова    | 4:0      | 1:0       |
| Пелістер                    | 3:2     | Дріта (2) | 2:2      | 1:0       |
| 28 жовтня/26 листопада 2009 |         |           |          |           |
| Македонія Гьорче Петров     | 2:3     | Тетекс    | 2:0      | -:+ (0:3) |

## 1/2 фіналу
| Команда 1              | Заг.         | Команда 2  | 1-й матч | 2-й матч |
| ---------------------- | ------------ | ---------- | -------- | -------- |
| 7 квітня/5 травня 2010 |              |            |          |          |
| Пелістер               | 1:1 пен. 4:5 | Работнічкі | 1:0      | 0:1      |
| Тетекс                 | 2:1          | Скоп'є (2) | 0:0      | 2:1      |

## Фінал
| 26 травня 2010 17:00 (EEST) |

| Работнічкі                   | 2:3      | Тетекс                                             |
| ---------------------------- | -------- | -------------------------------------------------- |
| Глігоров 69' Петковський 84' | Протокол | Захарєвський 47' (пен.) Ісені 49' Стояновський 64' |

| Національна арена «Філіпп II Македонський», Скоп'є Глядачів: 4 000 Арбітр: Володимир Кіпріяновський |